# Bylany (sito archeologico)
Con il termine Bylany si intende un insediamento danubiano neolitico situato a circa 65 km ad est di Praga nella Repubblica Ceca, nella regione della Boemia. Lo scavo iniziò nel 1956 e continua ancora oggi.

## Gli scavi
Esso copre una vasta area di circa 6.500 metri quadrati e venne principalmente occupato durante il V millennio a.C. Successivamente, ma piuttosto raramente, vennero situate delle case lunghe sopra oppure sovrapponendosi l'uno all'altro, e gli archeologi furono capaci di scavare il sito e facilmente identificare circa 130 edifici che potrebbero essere attribuiti a 25 fasi successive, delle quali la durata di ognuna di esse si presume sia più o meno di 20 anni, in 3 distinte aree focali. Si calcolano circa dieci lunghe case contemporaneamente in ogni fase. Sono stati anche suggeriti almeno quattro periodi di iati o abbandoni dell'insediamento, che venne associato a due recinti circolari.
Infatti questa suddivisione in fasi è stata preziosa per analizzare l'emergere della cultura della Linearbandkeramik, come gli oltre 100.000 frammenti di ceramica recuperati.